# علاج نشأ الذرة المعدل
علاج نشأ الذرة المعدل هو شكل نشا الذرة بستخدم لعلاج داء اختزان الغلايكوجين. هو عادة يعطى بالليل لنحاول ان نحافظ على مستويات السكر في الدم من الانخفاض. في كثير من أطفال دون سن السنة الواحدة، مع ذلك، ولا يحبون نشأ الذرة غير مطبوخ والصيغ الأخرى التي يجرى دراستها.